# George Gawler
George Gawler (ur. 21 lipca 1795, zm. 7 maja 1869 w Portsmouth) – brytyjski żołnierz i administrator kolonialny, w latach 1838-1841 gubernator Australii Południowej.

## Życiorys

### Kariera wojskowa
Pochodził z wojskowej rodziny, gdy miał dziewięć lat jego ojciec, służący w stopniu kapitana, zginął podczas walk w Mysore. Po okresie nauki w Królewskim Kolegium Wojskowym otrzymał stopień chorążego, wówczas najniższy stopień oficerski. Brał udział w wojnie na Półwyspie Iberyjskim. W czasie zajmowania Badajoz został ranny i przeżył tylko dzięki poświęceniu innego żołnierza, który chroniąc go, stracił własne życie. Mimo to powrócił do walki i wziął udział również w zajmowaniu Madrytu.
Po powrocie z kampanii hiszpańskiej otrzymał awans na porucznika, a wkrótce później walczył w bitwie pod Waterloo. W latach 1815–1818 stacjonował we Francji, a następnie w latach 1823-1826 przebywał w Nowym Brunszwiku, gdzie dał się poznać jako oficer łączący służbę wojskową z głębokim zaangażowaniem społecznym i religijnym. W 1834 został awansowany na podpułkownika.

### Gubernator Australii Południowej
W 1838 został mianowany drugim w historii gubernatorem Australii Południowej. Zastał tam tragiczną sytuację finansową, a także bardzo trudne warunki bytowe mieszkańców, wynikające ze szczątkowej infrastruktury. Gawler energicznie zabrał się za tworzenie fundamentów niezbędnych dla funkcjonowania kolonii. Zorganizował profesjonalną policję, rozbudował port w Adelaide, wzniósł też pierwszą stałą siedzibę dla własnego urzędu. Rozbudował również administrację kolonii. To wszystko odbyło się jednak za cenę ogromnych wydatków, co skłoniło władze w Londynie do odwołania Gawlera i przysłania nowego gubernatora z misją uzdrowienia finansów publicznych kolonii.
Gawler jest zwykle oceniany w historiografii jako gubernator, który miał ogromny wkład w położenie podwalin pod późniejszy rozwój Australii Południowej. Uważa się go za jednego z ojców-założycieli dzisiejszego stanu Australii, w który w 1901 została przekształcona kolonia. Z drugiej strony, zarzuca mu się zbytnią rozrzutność (sam mieszkał w apartamencie liczącym 12 pokoi, co jak na sytuację w kolonii było ekstrawagancją) i nieumiejętność zaskarbienia sobie sympatii swoich zwierzchników w Londynie.

### Późniejsze życie
Gawler formalnie pozostał w armii do 1850, kiedy to - zgodnie z panującymi wówczas standardami - sprzedał swój stopień oficerski. Na emeryturze zajął się walką o swoje dobre imię, które szczególnie szargał jego następca w Australii Południowej, George Edward Grey. Skierował nawet petycję w tej sprawie do królowej Wiktorii, jednak monarchini, za radą rządu, pozostawiła ją bez odpowiedzi. Był również aktywnym działaczem na rzecz osadnictwa żydowskiego w Palestynie, współpracując na tym polu m.in. z Mosesem Montefiore.
Ostatnie lata życia spędził w Southsea, zaś zmarł w maju 1869 w pobliskim Portsmouth, przeżywszy 73 lata. Bezpośrednią przyczyną zgonu było zapalenie płuc. Jego syn Henry Gawler wrócił do Australii Południowej i został tam cenionym prawnikiem, dwukrotnie pełnił nawet urząd prokuratora generalnego tej kolonii.

## Upamiętnienie
Od nazwiska Gawlera nazwano miasto Gawler, dziś należące do przedmieść Adelaide, a także skały Gawler Ranges.